# Бонд, Хэмиш
Хэ́миш Ба́йрон Бонд (англ. Hamish Byron Bond; род. 13 февраля 1986 года, Данидин, Новая Зеландия) — новозеландский гребец (академическая гребля), трёхкратный олимпийский чемпион (2012, 2016 и 2020), участник Игр 2008 года. Восьмикратный чемпион мира: семь раз в составе двоек (2009, 2010, 2011, 2013, 2014 и 2015), и однажды в составе четвёрок (2007). Компаньон новозеландского ордена Заслуг (CNZM, 2023).

## Общая информация
Большинства побед, включая два первых олимпийских золота и все звания чемпиона мира, выиграл вместе со своим соотечественником — Эриком Марреем. Один из пяти новозеландцев, выигравших за карьеру не менее трёх золотых олимпийских наград, и единственный представитель академической гребли среди них.
В 2018 году Международная федерация гребного спорта (FISA) присудила Хэмишу Бонду и Эрику Маррею медаль Томаса Келлера в знак признания выдающейся карьеры в гребле.
Также занимается велоспортом, в 2018 году на Играх Содружества в Голд-Косте завоевал бронзу в шоссейной разделке, а также выиграл эту дисциплину на чемпионате Океании на Тасмании. В 2018 и 2020 годах побеждал в шоссейной разделке на чемпионате Новой Зеландии. 
Планировал принять участие в Олимпийских играх 2020 года в шоссейной разделке, но в итоге решил сосредоточиться на выступлениях в академической гребле, так как квалификационные заезды восьмёрок прошли в тот же день, что и шоссейная разделка (28 июля). Лучший из новозеландцев занял в разделке 10-е место. В составе восьмёрки выиграл золото.